# 遊戲開發大亨
《遊戲開發大亨》是在2012年12月10號釋出的模擬經營遊戲 ，玩家可以在其中創造和出版電子遊戲。此款遊戲是受手機遊戲《游戏发展国》影响。，從其獲得的評價不難看出兩者之間的相似性 。遊戲開發大亨是由Greenheart Games創造，該公司於2012年7月由克盧格（Klug）兄弟創立。

## 盜版反制
設計師刻意將現實生活中盜版氾濫的現象應用在遊戲當中。Greenheart Games的創立者之一 派崔克·克盧格（Patrick Klug），熟知在遊戲發行不久後便會面臨被盜版的命運，因此故意將設計過的盜版在遊戲開賣當天發布於知名盜版網站上。這個版本和正版有個相當細微的不同，遊玩官方所發布盜版版本的玩家最終都會面臨同樣不可避免的事件和結局：整個市場上充斥著盜版遊戲，玩家不會從中得到任何獲利，最後在接連虧損下面臨破產。
意料之中，不久後官方部落格上哀嚎遍野，官方也統計出在遊戲開賣第一天購買正版和盜版的玩家比例。

## 外部連結
- 官方网站